# Balzac (Charente)
Pour les articles homonymes, voir Balzac (homonymie).
Balzac est une commune du Sud-Ouest de la France, située dans le département de la Charente (région Nouvelle-Aquitaine).
Elle fait partie du Grand Angoulême. Ses habitants sont appelés les Balzatois et Balzatoises.

## Géographie

### Localisation et accès
La commune de Balzac est située à environ 7 km au nord-ouest d'Angoulême, dans un méandre du fleuve Charente, près de sa confluence avec l'Argence, formant une sorte de presqu'île.
La route d'Angoulême à Vars (D 737) est la principale voie de communication de la commune, qu'elle parcourt du sud au nord.

### Hameaux et lieux-dits
Ses habitants, les Balzatois, vivent dans plusieurs lieux-dits tels que les Genins, les Rochiers, le Terrier de Bourguignol, les Chabots, les Essarts, les Texiers, les Bourdeix, etc., principalement situés sur les hauteurs.
Récemment, des noms de rues sont apparus tels que « rue des Genins », « rue des Essards », « rue des Bourdeix » etc.

### Communes limitrophes
|          | Vars                      |                |
| Vindelle | Balzac                    | Champniers     |
|          | Saint-Yrieix-sur-Charente | Gond-Pontouvre |

### Géologie et relief

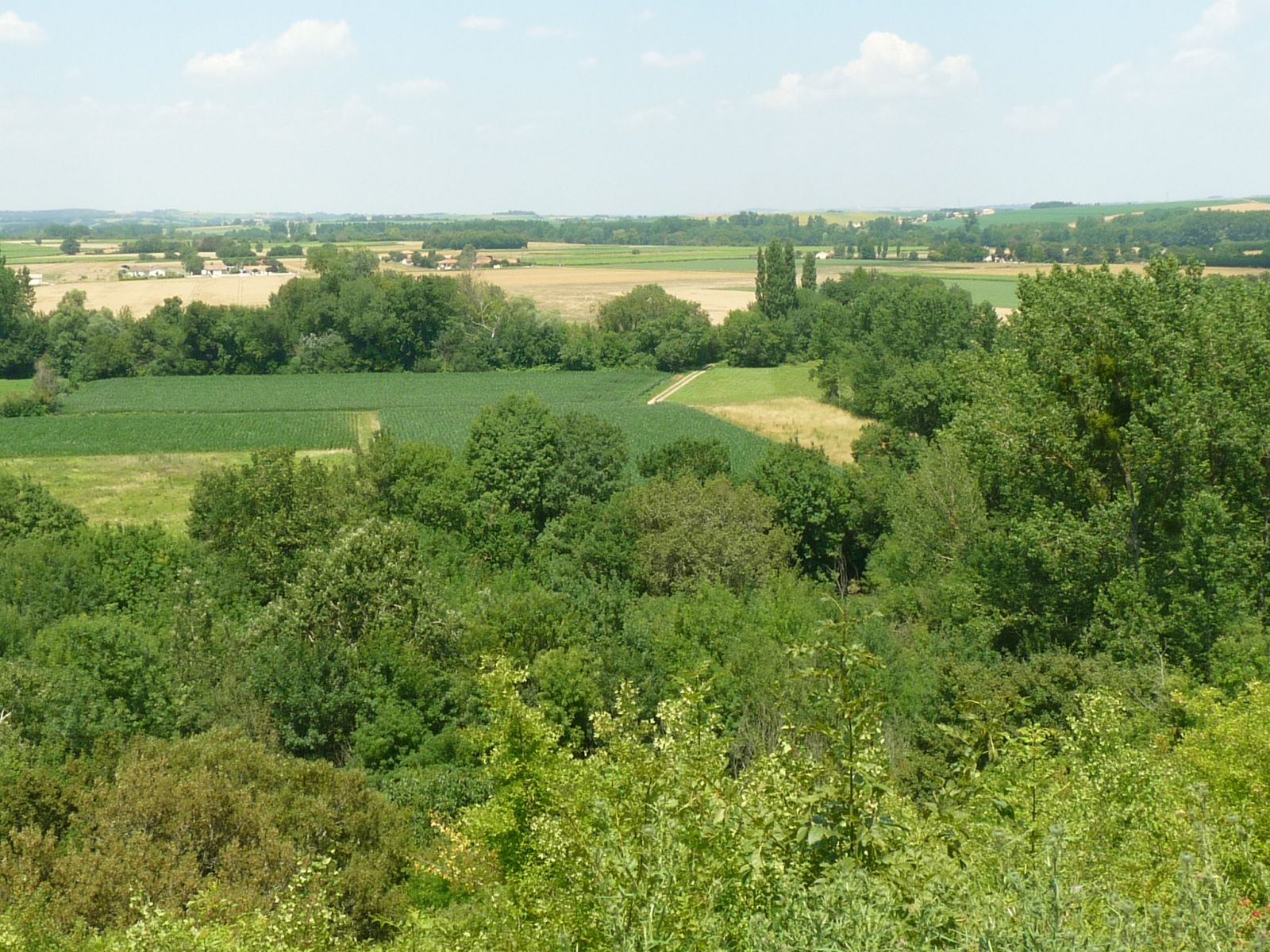
Vallée de la Charente vue de la Font-Saint-Martin.

La commune de Balzac occupe l'intérieur d'un large méandre de la Charente.
Le sol d'une grande moitié orientale de la commune, celle la plus en hauteur, est composé de calcaire datant du Jurassique supérieur (Kimméridgien).
Le centre du bourg, entre les Labbés, les Génins et les Texier, est occupé par des alluvions anciennes du Quaternaire.
La partie occidentale de la commune, entre la Chapelle et les Chabots, est occupée par d'autres alluvions, qui forment une basse terrasse. Le lit du fleuve (zone inondable) est lui-même constitué d'alluvions encore plus récentes (limons, argile sableuse, tourbe),,,.
Le dos de terrain qui sépare la vallée de la Charente de celle de l'Argence forme une sorte de longue falaise, très élevée et escarpée dans sa partie septentrionale qui est la rive concave du méandre du fleuve, aux environs des villages de Coursac et de la Font-Saint-Martin, et qui s'abaisse progressivement pour venir mourir au pied du château de Balzac.
Le point culminant de la commune est à une altitude de 102 m, situé à Puylebin à l'est de Coursac. Le point le plus bas est à 30 m, situé au confluent de l'Argence en limite avec Gond-Pontouvre. Le bourg est à environ 60 m d'altitude.

### Hydrographie

#### Réseau hydrographique

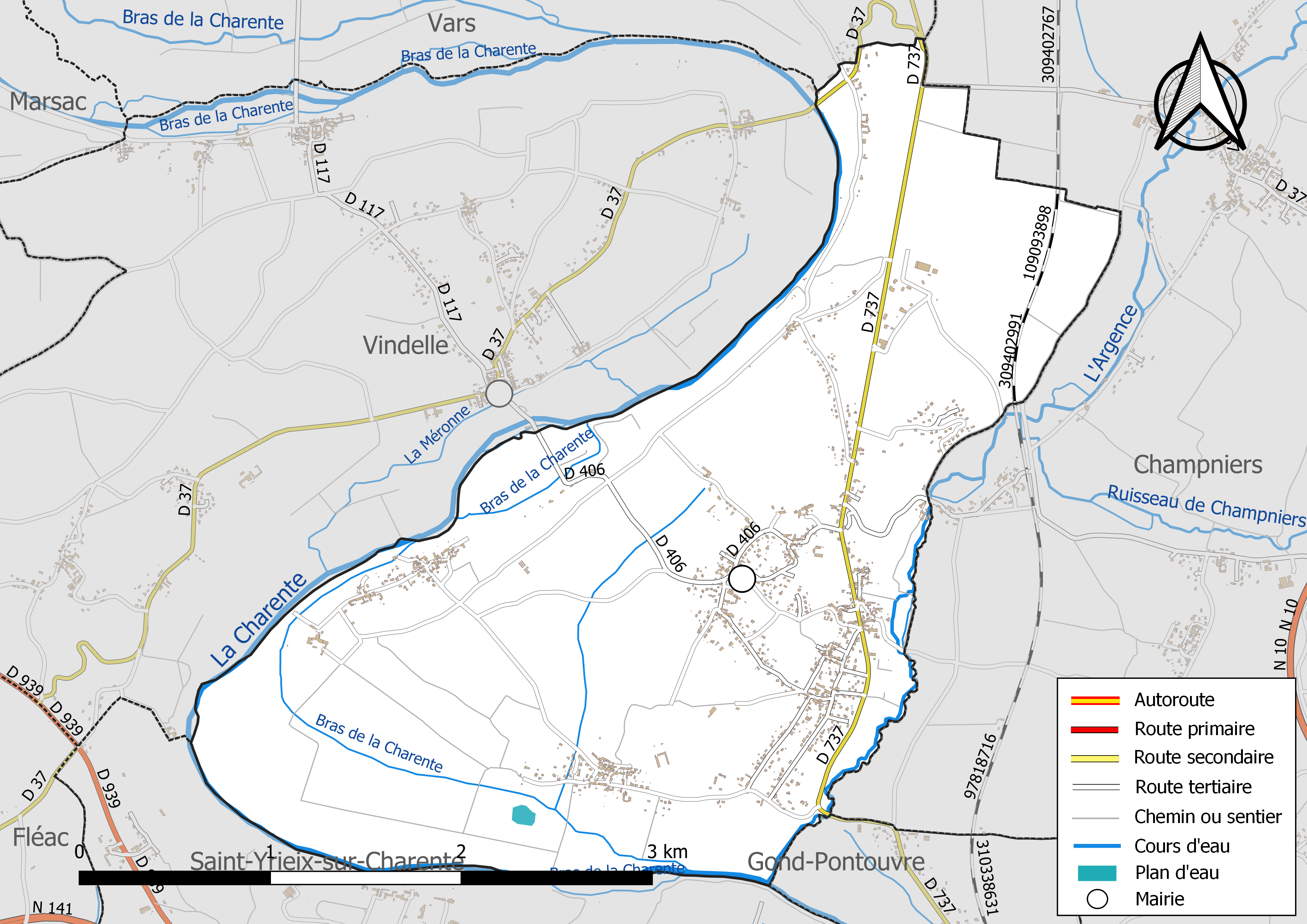
Réseaux hydrographique et routier de Balzac.

La commune est située dans  le bassin versant de la Charente au sein  du Bassin Adour-Garonne. Elle est drainée par la Charente, l'Argence et par un petit cours d'eau, qui constituent un réseau hydrographique de 14 km de longueur totale,.
La Charente borde la commune à l'ouest, qui est située dans son large méandre. Elle forme de nombreux bras. D'une longueur totale de 381,4 km, prend sa source dans la commune de Chéronnac et se jette  dans le Golfe de Gascogne, après avoir traversé 117 communes.
L'Argence, ruisseau en provenance de Tourriers, limite la commune à l'est en aval de Vouillac jusqu'à son confluent. D'une longueur totale de 4 km, elle prend sa source dans la commune de Jauldes et se jette  dans la Charente sur la commune, après avoir traversé 5 communes.

#### Gestion des cours d'eau
Le territoire communal est couvert par le schéma d'aménagement et de gestion des eaux (SAGE) « Charente ». Ce document de planification, dont le territoire correspond au bassin de la Charente, d'une superficie de 9 300 km2, a été approuvé le 19 novembre 2019. La structure porteuse de l'élaboration et de la mise en œuvre est l'établissement public territorial de bassin Charente. Il définit sur son territoire les objectifs généraux d’utilisation, de mise en valeur et de protection quantitative et qualitative des ressources en eau superficielle et souterraine, en respect des objectifs de qualité définis dans le troisième SDAGE  du Bassin Adour-Garonne qui couvre la période 2022-2027, approuvé le 10 mars 2022.

### Climat
Le climat est océanique aquitain et semblable à celui de la ville de Cognac où est située la station météorologique départementale.
| Mois                              | jan. | fév.  | mars  | avril | mai   | juin  | jui.  | août  | sep.  | oct. | nov. | déc. | année   |
| --------------------------------- | ---- | ----- | ----- | ----- | ----- | ----- | ----- | ----- | ----- | ---- | ---- | ---- | ------- |
| Température minimale moyenne (°C) | 2    | 2,8   | 3,8   | 6,2   | 9,4   | 12,4  | 14,4  | 14    | 12,1  | 8,9  | 4,7  | 2,6  | 7,8     |
| Température moyenne (°C)          | 5,4  | 6,7   | 8,5   | 11,1  | 14,4  | 17,8  | 20,2  | 19,7  | 17,6  | 13,7 | 8,6  | 5,9  | 12,5    |
| Température maximale moyenne (°C) | 8,7  | 10,5  | 13,1  | 15,9  | 19,5  | 23,1  | 26,1  | 25,4  | 23,1  | 18,5 | 12,4 | 9,2  | 17,7    |
| Ensoleillement (h)                | 80   | 103,9 | 153,3 | 184,5 | 204,9 | 239,6 | 276,4 | 248,3 | 199,4 | 159  | 96,8 | 78,8 | 2 024,9 |
| Précipitations (mm)               | 80,4 | 67,3  | 65,9  | 68,3  | 71,6  | 46,6  | 45,1  | 50,2  | 59,2  | 68,6 | 79,8 | 80   | 783,6   |

## Urbanisme

### Typologie
Au 1er janvier 2024, Balzac est catégorisée commune rurale à habitat dispersé, selon la nouvelle grille communale de densité à 7 niveaux définie par l'Insee en 2022.
Elle appartient à l'unité urbaine d'Angoulême, une agglomération intra-départementale dont elle est une commune de la banlieue,. Par ailleurs la commune fait partie de l'aire d'attraction d'Angoulême, dont elle est une commune de la couronne,. Cette aire, qui regroupe 94 communes, est catégorisée dans les aires de 50 000 à moins de 200 000 habitants,.

### Occupation des sols
L'occupation des sols de la commune, telle qu'elle ressort de la base de données européenne d’occupation biophysique des sols Corine Land Cover (CLC), est marquée par l'importance des territoires agricoles (80,1 % en 2018), une proportion identique à celle de 1990 (80,1 %). La répartition détaillée en 2018 est la suivante : 
terres arables (49,8 %), zones agricoles hétérogènes (18,9 %), zones urbanisées (11,1 %), forêts (8,8 %), prairies (8,6 %), cultures permanentes (2,8 %). L'évolution de l’occupation des sols de la commune et de ses infrastructures peut être observée sur les différentes représentations cartographiques du territoire : la carte de Cassini (XVIIIe siècle), la carte d'état-major (1820-1866) et les cartes ou photos aériennes de l'IGN pour la période actuelle (1950 à aujourd'hui).

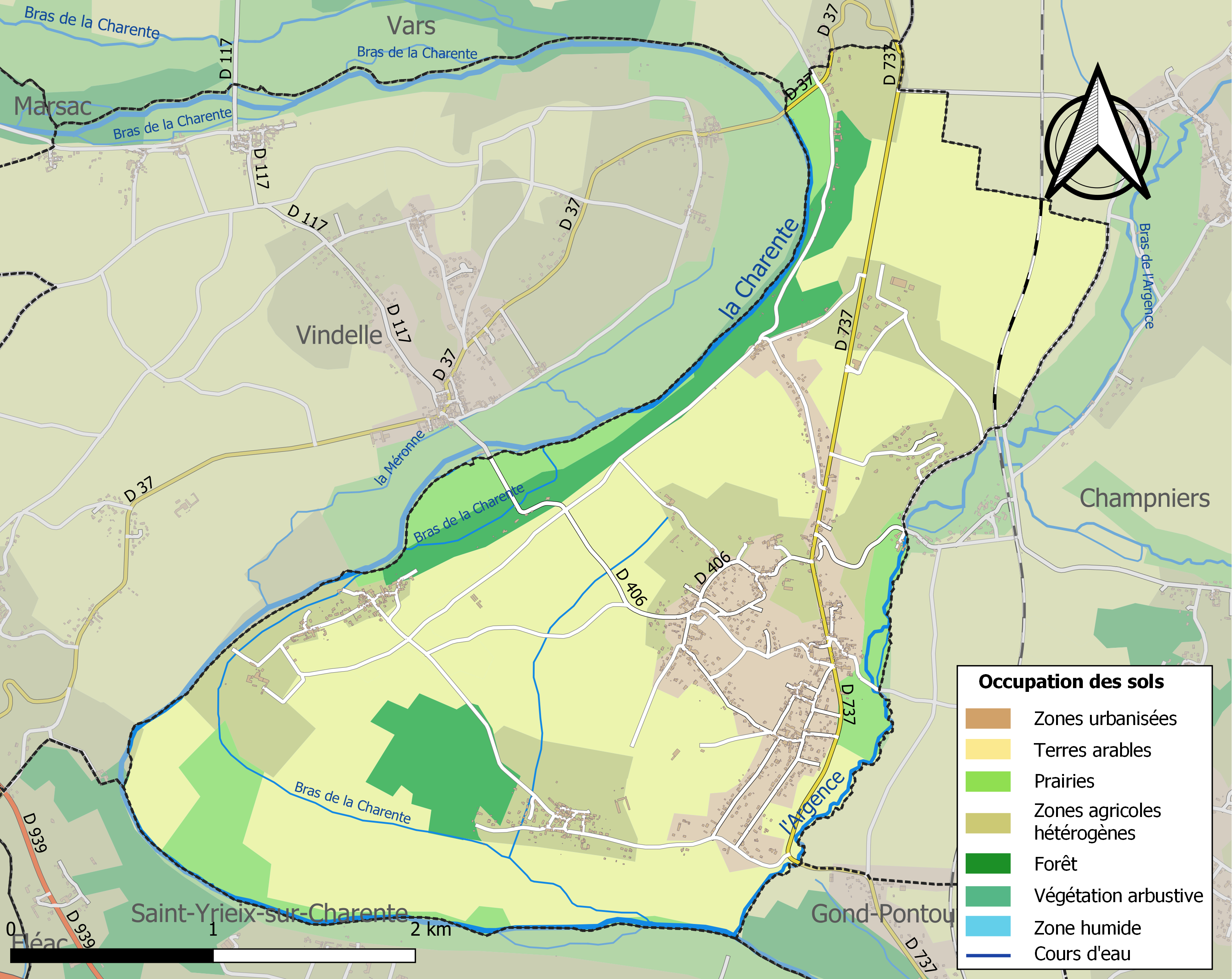
Carte des infrastructures et de l'occupation des sols de la commune en 2018 (CLC).

### Risques majeurs
Le territoire de la commune de Balzac est vulnérable à différents aléas naturels : météorologiques (tempête, orage, neige, grand froid, canicule ou sécheresse), inondations et séisme (sismicité modérée). Un site publié par le BRGM permet d'évaluer simplement et rapidement les risques d'un bien localisé soit par son adresse soit par le numéro de sa parcelle.
Certaines parties du territoire communal sont susceptibles d’être affectées par le risque d’inondation par débordement de cours d'eau, notamment la Charente et l'Argence. La commune a été reconnue en état de catastrophe naturelle au titre des dommages causés par les inondations et coulées de boue survenues en 1982, 1983, 1993, 1999 et 2021,.

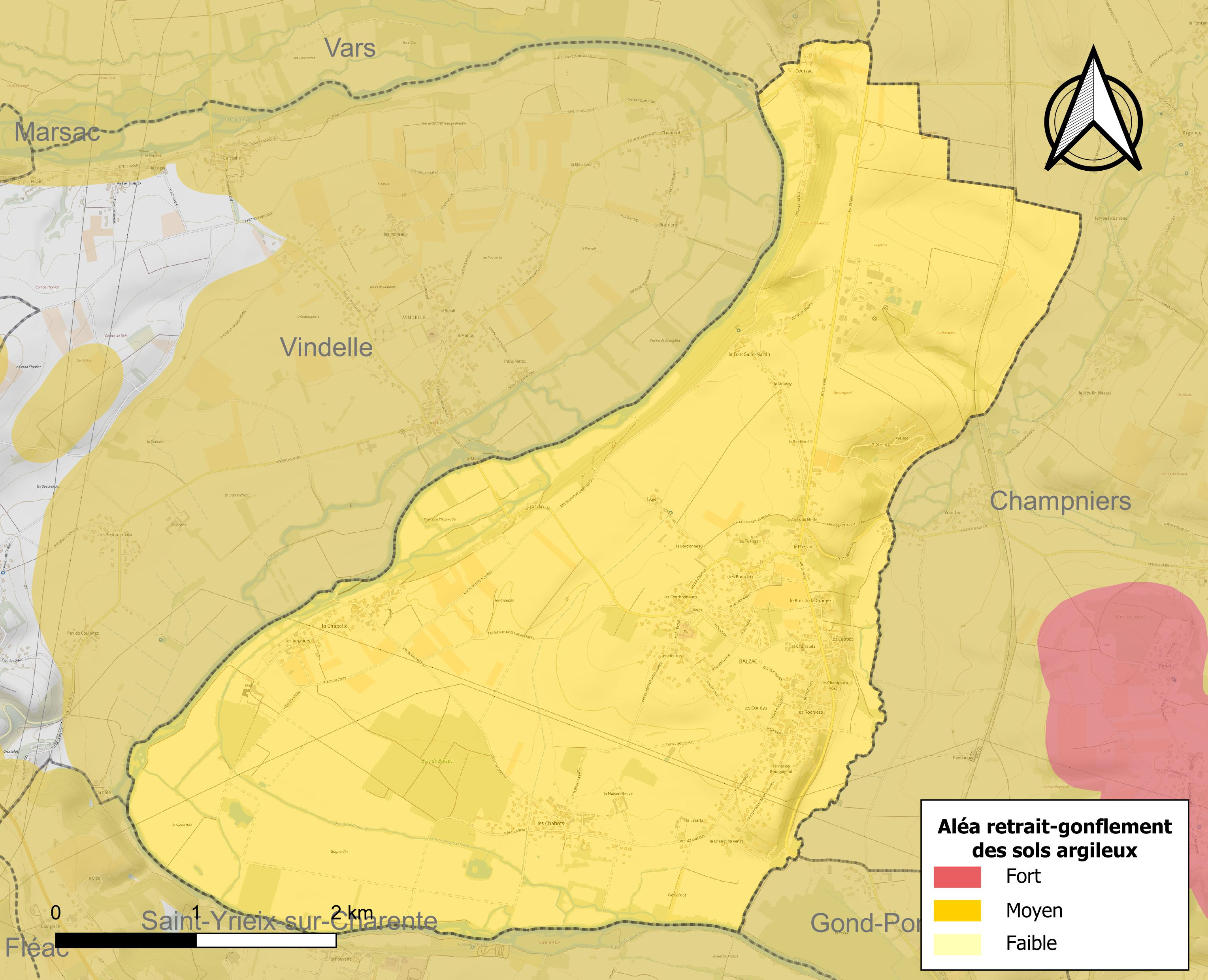
Carte des zones d'aléa retrait-gonflement des sols argileux de Balzac.

Le retrait-gonflement des sols argileux est susceptible d'engendrer des dommages importants aux bâtiments en cas d’alternance de périodes de sécheresse et de pluie. La totalité de la commune est en aléa moyen ou fort (67,4 % au niveau départemental et 48,5 % au niveau national). Sur les 631 bâtiments dénombrés sur la commune en 2019, 631 sont en aléa moyen ou fort, soit 100 %, à comparer aux 81 % au niveau départemental et 54 % au niveau national. Une cartographie de l'exposition du territoire national au retrait gonflement des sols argileux est disponible sur le site du BRGM,.
Par ailleurs, afin de mieux appréhender le risque d’affaissement de terrain, l'inventaire national des cavités souterraines permet de localiser celles situées sur la commune.
Concernant les mouvements de terrains, la commune a été reconnue en état de catastrophe naturelle au titre des dommages causés par la sécheresse en 2003, 2005, 2010, 2011 et 2017 et par des mouvements de terrain en 1999.

## Toponymie
Les formes anciennes sont Balazacum et Balazaco en 1298.
D'après Dauzat, l'origine du nom de Balzac remonterait à un personnage gallo-romain Ballitius, lui-même dérivant de Ballius, auquel est apposé le suffixe -acum, ce qui correspondrait à Ballitiacum , ou « domaine de Ballitius ». D'après une autre source, Balatius est un nom d'homme gaulois, délivré de Balatos,.

## Histoire
L'archéologie aérienne a mis en évidence aux coteaux de Coursac un éperon barré du Néolithique et de l'âge du bronze, sur une position dominant la Charente.
Au Moyen Âge, principalement aux XIIe et XIIIe siècles, Balzac se trouvait sur une variante nord-sud de la via Turonensis, itinéraire du pèlerinage de Saint-Jacques-de-Compostelle qui passait par Nanteuil-en-Vallée, Tusson, Marcillac-Lanville, Saint-Amant-de-Boixe, Angoulême, Mouthiers, Blanzac et Aubeterre.
Un château a existé au XIIe siècle, et la terre de Balzac était un ancien fief relevant de l'évêché d'Angoulême et de la baronnie de Tourriers, laquelle fut acquise en 1398 par Guy de La Rochefoucauld. Du XIIe au XVIIe siècle, le château est passé en de multiples mains. Le château actuel a été reconstruit sur le même site vers 1600 par Guillaume Guez et son épouse, quittant de temps en temps pour la campagne leur maison d'Angoulême. C'était la résidence de la famille Guez de Balzac et Jean-Louis Guez de Balzac, le Restaurateur de la langue française, y a vécu.
Du 4 mars au 29 août 1619, Marie de Médicis y fut hébergée par les Guez, « ne voulant point faire séjour autre part, jusqu'à la paix que lui donna son fils Louis Treizième ». Le château devint lors de ce séjour le carrefour de personnalités de l'époque, comme Richelieu, le duc d'Épernon, le cardinal de La Rochefoucauld, le comte de Béthune.
La route de Vars était un chemin saunier qui partait du port de Basseau et l'on y transportait le sel à dos d'âne. Le toponyme la Montée des Sauniers en haut de Coursac est demeuré.
Autrefois, au Terrier de Bourguignol, appelé à l'époque plantier de Bourguignone, situé près du Pont Suraud sur l'Argence, était un dolmen appelé tombeau du Bourguignon, encore visible en 1760,.
Au tout début du XXe siècle, les cerises et les petits pois de Balzac étaient particulièrement appréciés, d'Angoulême jusqu'à Paris. Les prairies fournissaient du lait alimentant deux importantes laiteries de la commune, dirigées par M. Hortolan et M. Rochier.

## Administration

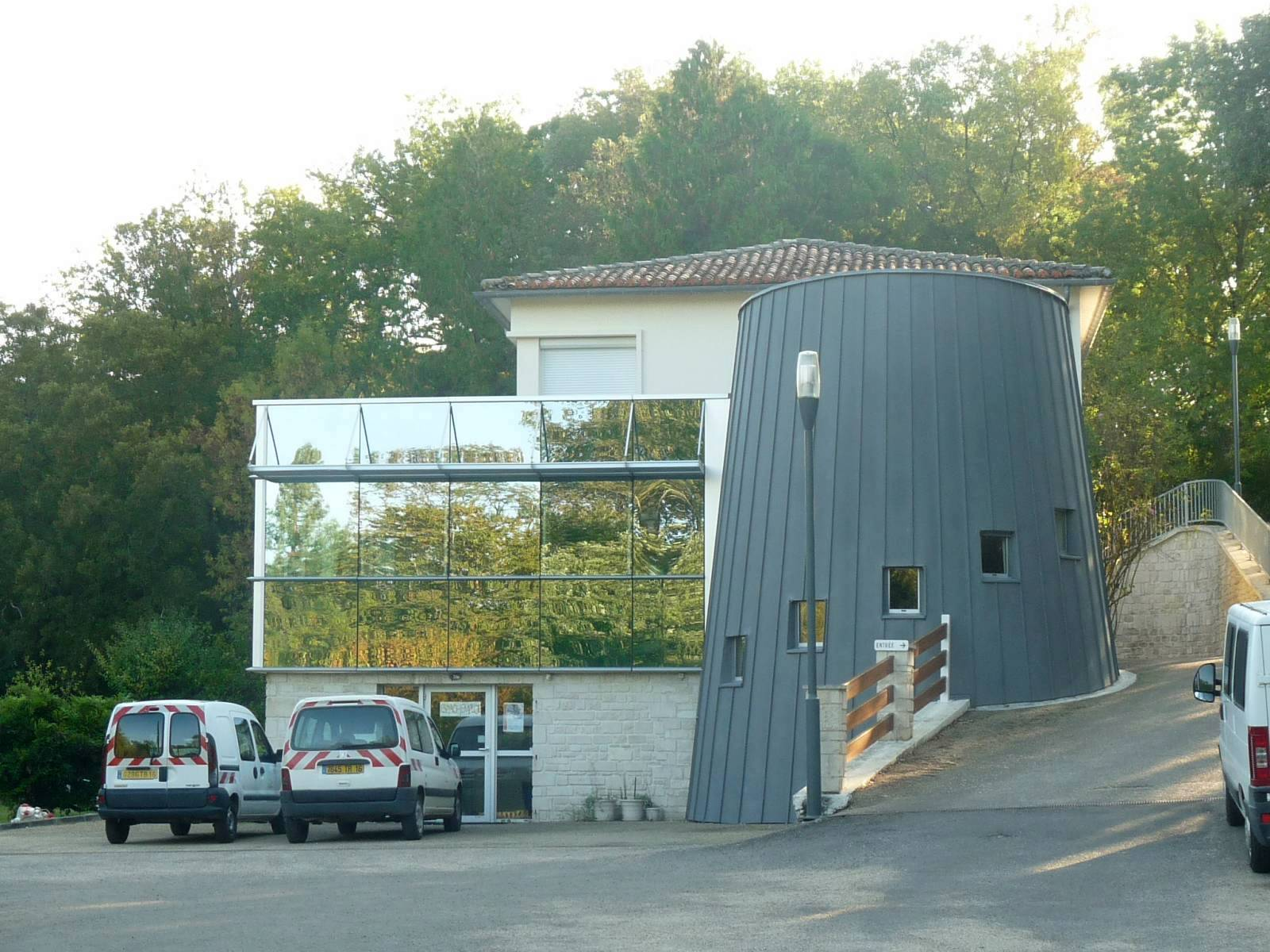
Siège de l'ancienne communauté de communes Braconne et Charente, route de Vindelle.

La commune de Balzac, créée dans le canton de Vars en 1793 est passée dans celui de Hiersac en 1801, d'Angoulême-2 en 1815, de Ruelle en 1973, et enfin de Gond-Pontouvre en 1982. Elle a donc appartenu à cinq cantons différents.
| Période | Période                   | Identité                       | Étiquette                       | Qualité                          |
| ------- | ------------------------- | ------------------------------ | ------------------------------- | -------------------------------- |
| 1790    | 1791                      | Pierre Doyen                   |                                 | Laboureur                        |
| 1791    | 1795                      | Pierre David                   |                                 | Cultivateur                      |
| 1795    | 1797                      | Jean Guionnet                  |                                 | Meunier à La Chapelle            |
| 1797    | 1800                      | Jean Rochier                   |                                 | Cultivateur                      |
| 1800    | 1812                      | Jean Fretillier                |                                 | Cultivateur                      |
| 1812    | 1815                      | Louis Pierre Neullier Nogueira |                                 | Propriétaire, négociant          |
| 1815    | 1816                      | Pierre Richon                  |                                 | Militaire retraité, propriétaire |
| 1816    | 1826                      | Jean Fretillier                |                                 | Cultivateur                      |
| 1826    | 1830                      | François Barreiron de Villamon |                                 | Propriétaire                     |
| 1830    | 1843                      | Pierre Richon                  |                                 | Propriétaire                     |
| 1843    | 1848                      | Jean Fretillier                |                                 | Propriétaire, cultivateur        |
| 1848    | 1852                      | Jean Rochier                   |                                 | Boulanger                        |
| 1852    | 1870                      | Pierre Doyen                   |                                 | Propriétaire, cultivateur        |
| 1870    | 1871                      | Jacques Rouffignac             |                                 | Propriétaire, cultivateur        |
| 1871    | 1874                      | Pierre Doyen                   |                                 | Propriétaire, cultivateur        |
| 1874    | 1875                      | François Richon                |                                 | Cultivateur                      |
| 1875    | 1879                      | Pierre Richon                  |                                 | Propriétaire, cultivateur        |
| 1879    | 1889                      | Pierre Élie Doyen              |                                 | Propriétaire, cultivateur        |
| 1889    | 1890                      | Jean Justin Lair               |                                 | Propriétaire, cultivateur        |
| 1890    | 1924                      | Pierre Élie Doyen              |                                 | Propriétaire, cultivateur        |
| 1924    | 1925                      | Adrien Hortolan                |                                 | Laitier, beurrier et fromager    |
| 1925    | 1931                      | Jean Rochier                   |                                 | Laitier                          |
| 1931    | 1938                      | Angel Brebinaud                |                                 | Cultivateur                      |
| 1938    | 1945                      | Albéric Rochier                |                                 | Cultivateur et boulanger         |
| 1945    | 1966                      | Albert Brillat                 | Liste républicaine antifasciste | Cheminot                         |
| 1966    | 1970                      | Jean Caillaud                  |                                 | Ingénieur des Arts et Métiers    |
| 1970    | 1971                      | Gérard Courlit                 |                                 | Agriculteur                      |
| 1971    | 1977                      | Jacques Maridat                |                                 | Chirurgien dentiste              |
| 1977    | 1995                      | Robert Dervaux                 |                                 | Ingénieur chez GDF               |
| 1995    | En cours (au 6 juin 2020) | Jean-Claude Courari            | PS                              | Technicien assainissement        |

Balzac était aussi le lieu du siège de l'ancienne communauté de communes de Braconne et Charente.

## Démographie

### Évolution démographique
L'évolution du nombre d'habitants est connue à travers les recensements de la population effectués dans la commune depuis 1793. Pour les communes de moins de 10 000 habitants, une enquête de recensement portant sur toute la population est réalisée tous les cinq ans, les populations de référence des années intermédiaires étant quant à elles estimées par interpolation ou extrapolation. Pour la commune, le premier recensement exhaustif entrant dans le cadre du nouveau dispositif a été réalisé en 2005.

En 2022, la commune comptait 1 401 habitants, en évolution de +4,71 % par rapport à 2016 (Charente : −0,48 %, France hors Mayotte : +2,11 %).
| 1793 | 1800  | 1806 | 1821 | 1831  | 1841 | 1846 | 1851 | 1856 |
| ---- | ----- | ---- | ---- | ----- | ---- | ---- | ---- | ---- |
| 957  | 1 016 | 905  | 961  | 1 000 | 968  | 942  | 928  | 918  |

| 1861 | 1866 | 1872 | 1876 | 1881 | 1886 | 1891 | 1896 | 1901 |
| ---- | ---- | ---- | ---- | ---- | ---- | ---- | ---- | ---- |
| 838  | 815  | 785  | 780  | 768  | 798  | 727  | 705  | 688  |

| 1906 | 1911 | 1921 | 1926 | 1931 | 1936 | 1946 | 1954 | 1962 |
| ---- | ---- | ---- | ---- | ---- | ---- | ---- | ---- | ---- |
| 708  | 644  | 612  | 605  | 623  | 613  | 621  | 644  | 606  |

| 1968 | 1975 | 1982 | 1990  | 1999  | 2005  | 2006  | 2010  | 2015  |
| ---- | ---- | ---- | ----- | ----- | ----- | ----- | ----- | ----- |
| 687  | 809  | 934  | 1 185 | 1 237 | 1 233 | 1 232 | 1 303 | 1 329 |

| 2020  | 2022  | - | - | - | - | - | - | - |
| ----- | ----- | - | - | - | - | - | - | - |
| 1 371 | 1 401 | - | - | - | - | - | - | - |

### Pyramide des âges
En 2018, le taux de personnes d'un âge inférieur à 30 ans s'élève à 29,4 %, soit en dessous de la moyenne départementale (30,2 %). À l'inverse, le taux de personnes d'âge supérieur à 60 ans est de 31,2 % la même année, alors qu'il est de 32,3 % au niveau départemental.
En 2018, la commune comptait 670 hommes pour 678 femmes, soit un taux de 50,3 % de femmes, légèrement inférieur au taux départemental (51,59 %).
Les pyramides des âges de la commune et du département s'établissent comme suit.
| Hommes | Classe d’âge | Femmes |
| ------ | ------------ | ------ |
| 0,1    | 90 ou +      | 0,7    |
| 8,1    | 75-89 ans    | 9,3    |
| 23,2   | 60-74 ans    | 21,0   |
| 22,9   | 45-59 ans    | 22,9   |
| 16,4   | 30-44 ans    | 16,5   |
| 13,2   | 15-29 ans    | 12,9   |
| 16,0   | 0-14 ans     | 16,7   |

| Hommes | Classe d’âge | Femmes |
| ------ | ------------ | ------ |
| 1      | 90 ou +      | 2,7    |
| 9,2    | 75-89 ans    | 12     |
| 20,6   | 60-74 ans    | 21,3   |
| 20,7   | 45-59 ans    | 20,3   |
| 16,8   | 30-44 ans    | 16     |
| 15,6   | 15-29 ans    | 13,4   |
| 16,1   | 0-14 ans     | 14,3   |

### Remarques
Balzac qui avait perdu 30 % de sa population dans la deuxième moitié du XIXe siècle puis stabilisé sa démographie a retrouvé une augmentation constante durant le dernier quart du XXe siècle.

## Économie

### Agriculture
La viticulture occupe une partie de l'activité agricole. La commune est classée dans les Fins Bois, dans la zone d'appellation d'origine contrôlée du cognac.

## Équipements, services et vie locale

### Enseignement
L'école est un RPI entre Balzac et Vindelle. Balzac accueille l'école primaire (maternelle et du CP au CE2) et Vindelle l'école élémentaire (du CE2 au CM2). L'école Jean-Caillaud de Balzac est située aux Genins.

## Lieux et monuments

### Patrimoine religieux
- L'église paroissiale Saint-Martin, éloignée du bourg et située à côté du château, est de style roman et date du XIIe siècle[45]. Son nom viendrait de la fontaine Saint-Martin, pourtant éloignée, dont une légende dit qu'elle aurait été découverte par saint Martin; son cheval ayant soif, celui-ci aurait gratté le sol. Une autre légende dit que le saint lui-même, en tombant, aurait formé en tombant ce « caro », qui est en patois la cavité d'un crâne renversé. À l'origine, église et château étaient un bien offert par le comte d'Angoulême Guillaume Taillefer au XIIe siècle à Pierre Laumond, abbé de Saint-Amant-de-Boixe. L'ensemble a été reconstruit vers 1600 par Guillaume de Guez, seigneur de Balzac, mais l'abside reste romane. Le clocher a été reconstruit en 1760. Une sculpture représentant saint Martin surmonte le fronton de la façade[46].

### Patrimoine civil
- Le château de Balzac, situé à côté de l'église, construit par le père de Jean-Louis Guez de Balzac date du XVIIe siècle. Ce château comprend un logis qui a vue sur la Charente entouré d'un parc et des communs le tout ceinturé de murs de clôture percé de portails. Un canal, un vivier, un lavoir et une église castrale complètent cet ensemble. Il est inscrit monument historique depuis 2007[47].

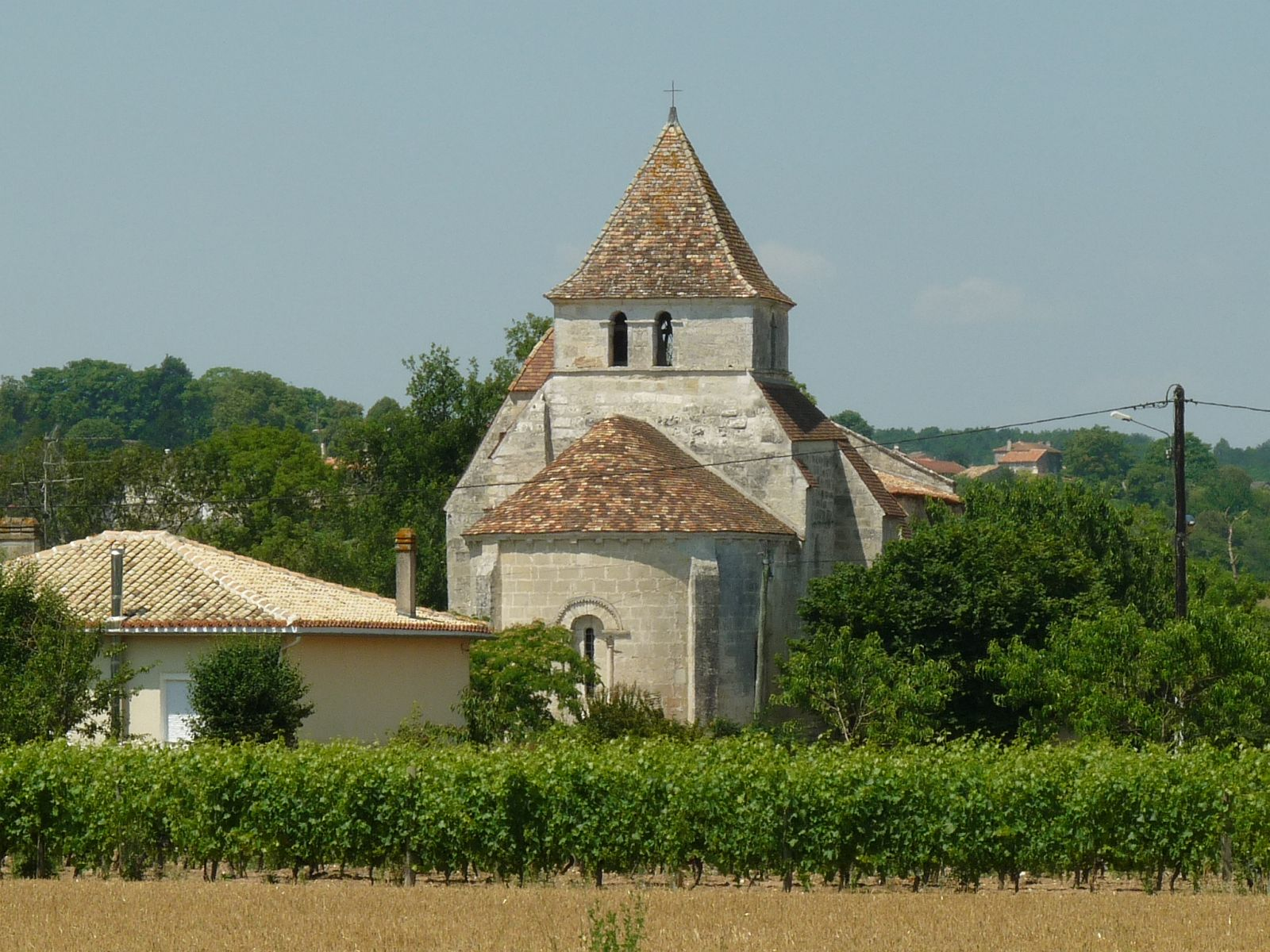
L'église Saint-Martin.
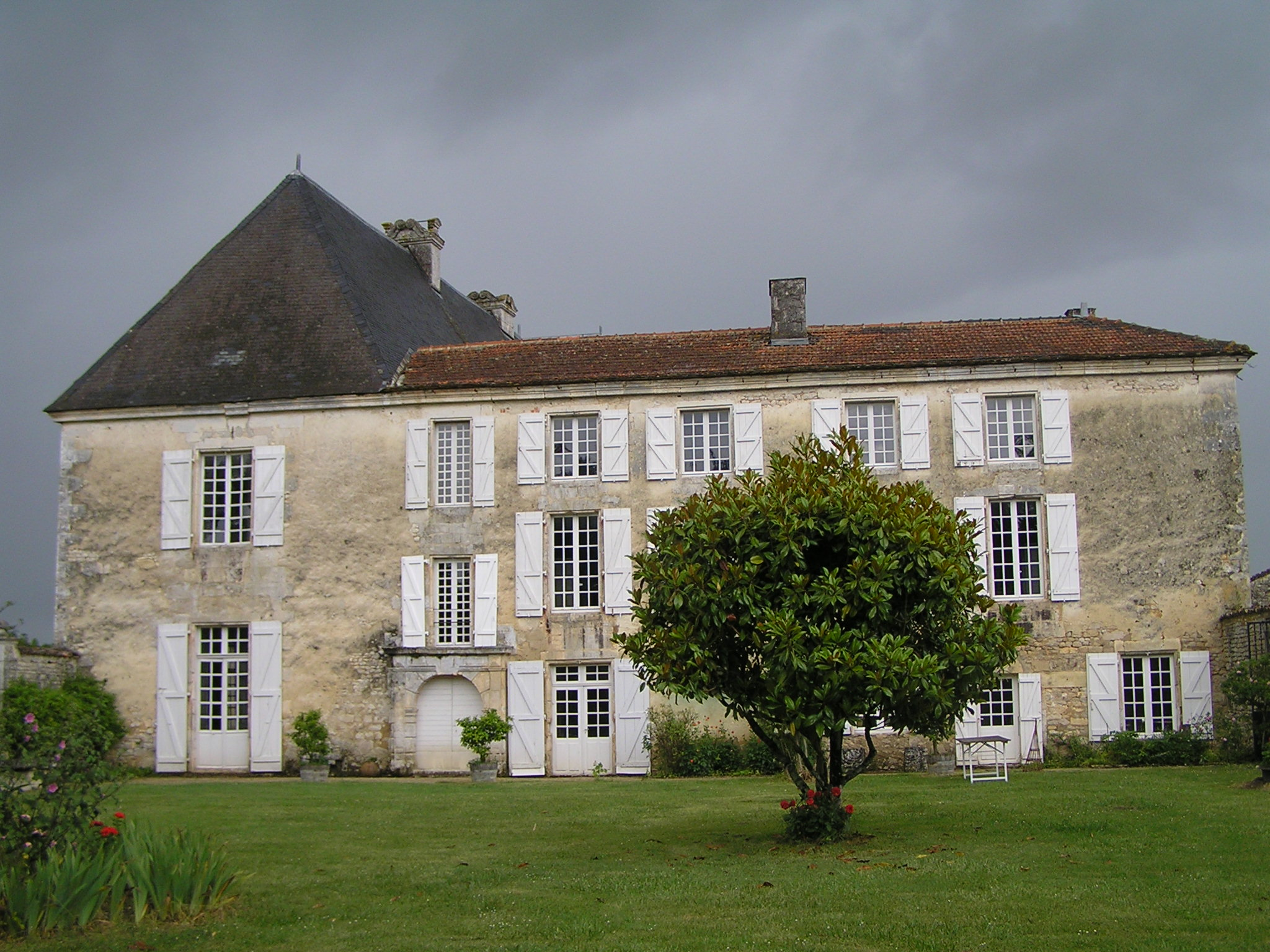
Le château de Balzac.

- La tombe de  Jean Chabot (1773-1863), soldat de la République, né le 9 octobre 1773[48]. Il s’engage comme grenadier en 1792 au 4e Bataillon de Réserve de la Charente également appelé 11e Bataillon de Volontaires de la Réserve créé le 14 septembre 1792 qui sera intégré à la 72e demi-Brigade d'Infanterie de Ligne. Il est blessé d'un coup de feu à la jambe gauche le 8 messidor an VII (26 juin 1799) à Arnhem dans le département du Rhin en République batave (1795-1806) devenue les Pays-Bas. A Marengo, commune et province d'Alessandria en Italie, le 25 prairial an VIII (13 juin 1800) à la tête de quelques-uns de ses camarades il chargea un peloton autrichien de cavalerie qui fut mis en fuite et s'empara de deux chevaux. Il est nommé fusilier-grenadier le 26 thermidor an VIII (14 août 1800). Il se distingue le 4 nivôse an IX (25 décembre 1800) au passage de la rivière Mincio commune de Monzambano, province de Mantoue, région de Lombardie en Italie en contribuant à la prise de deux pièces d'artillerie, d'un officier et de dix-sept canonniers autrichiens. Le Premier consul Napoléon Bonaparte lui décerna, à titre de récompense nationale, un fusil d'honneur le 19 ventôse an XI (10 mars 1803)[49]. Le 14 avril 1803 il est nommé chevalier dans l'ordre de la Légion d'honneur[50]. Il prend sa retraite en 1804 pour revenir au hameau de la Chapelle et reprendre son exploitation agricole. Il y décède le 15 mars 1863[51] et est inhumé au cimetière de Balzac où sa tombe[52] est un monument surmonté d'un obélisque en pierre marqué par la sculpture d'un bicorne de grenadier, de son fusil d'honneur, de son sabre, de la croix de la Légion d'honneur et l’apposition d'une plaque résumant sa carrière[53].
- Le monument aux morts, qui commémore 30 soldats de la guerre 1914-1919, deux soldats de la guerre 1939–1945, ainsi que quatre civils juifs d'une seule et même famille, arrêtés puis déportés par l'État français vers Auschwitz où les nazis les ont exterminés[54] :
  - Cwajgenbaum Abraham Juda né le 16 juillet 1905, assassiné le 5 octobre 1942 à 37 ans, chef de famille,
  - Cwajgenbaum Raymonde Françoise, son épouse, née Guindine le 3 décembre 1914, assassinée le 15 février 1944 à 30 ans,
  - Cwajgenbaum Éliane Régine Adeline, sa fille, née le 8 août 1942, assassinée le 15 février 1944 à 18 mois,
  - Guindine René Albert, son beau-frère, né le 8 octobre 1927, assassiné le 8 février 1944 à 16 ans.

## Personnalités liées à la commune
- Jean-Louis Guez de Balzac (1597-1654), écrivain français, a vécu au château.
- Martine Pinville (1958-), femme politique française, a été adjointe au maire à Balzac.

## Héraldique
| Blason de Balzac | Blason  | Écartelé : au 1er et 4e de sinople à trois gousses de petits pois, feuillées et posées en bouquet en ombre de sable, au 2e et 3e d'argent au huchet d'or, le pavillon à senestre. |
| Blason de Balzac | Détails | Armes non conformes aux règles héraldiques (or sur argent). |